# IWI GL 40附加型榴彈發射器
IWI GL 40是一款在2012年由以色列武器工業為配合IWI加利爾ACE和X95兩款突击步枪系列而研製和生產的單發下掛式榴弹发射器，在2012年欧洲国际防务展上首度展出，發射40×46毫米低速、中速榴彈。它除了可以下掛於步槍的下護木，也可通過增加手槍握把及槍托配件改裝成一具獨立的肩射型榴彈發射器武器系統。

## 設計
作為下掛式榴弹发射器，IWI GL 40與所有的IWI突擊步槍類型一致，不但可藉由MIL-STD-1913戰術導軌裝在搭配於其以上的IWI塔沃爾X95與IWI加利爾ACE兩款突击步枪的護木下方使用，也可與舊式M16等現有的各類突擊步槍兼容。另一方面，也可裝上由扳機、手槍握把及伸縮式槍托等組件組成的擴展機匣改裝成肩射型榴彈發射器以獨立使用。護木下方的一段MIL-STD-1913戰術導軌可讓其如手枪般下掛戰術附件。
IWI GL 40是與以色列國防軍合作以下，開發的一款堅固耐用、高性價比、可靠、安全、易於維護和操作簡單的武器。時與HK AG36相似的是，IWI GL 40下掛於護木下方。
使用安裝在IWI加利爾ACE以上的擴展機匣時，其扳機裝在步槍彈匣前方、無自帶握把，發射時需要以彈匣充當握把。保險位於扳機下方。
使用安裝在IWI塔沃爾X95以上的擴展機匣時，發射時可以緊握其方便舒適地握持的手槍握把，所以就算安裝在步槍以上都能方便使用，也比起使用彈匣充當握把（如M16／M203組合）的榴彈發射器用起來更為符合人體工程學設計。大型扳機護環向前延伸，以便使用者戴上手套以下射擊。保險位於手槍握把上方，方便操作。扳機內側還裝有隔離保險。
裝填彈藥的方式是與FN EGLM相似的槍管滑動及側擺式，需先按下槍管套頂部的釋放鎖鈕以解鎖並且利用機匣內部導軌讓槍管前進，這樣一來就可輕易的退殼；而且機匣內部導軌可讓槍管側擺，便可方便地從槍管後方裝填彈藥。由於採用槍管側擺式，因而可讓榴彈發射器給左右兩手使用；亦因而可以使用更長的彈藥（例如穿甲彈、破片彈、溫壓彈、煙霧彈、照明彈、燃燒彈、化學彈、催淚彈、橡膠榴彈），因此使用起來比較靈活，可發射所有的40×46毫米低速榴彈系列或最近推出的中速榴彈（也是與以色列國防軍合作的成果）。一旦讓槍管回復原位，撞針便會進入待發模式，之後瞄準方向且扣下板機，即可發射榴彈。

## 衍生型
IWI GL 40獨立使用型是IWI GL 40裝上由扳機、發射機構、手槍握把及伸縮折疊式槍托等組件組成的擴展機匣而成的獨立使用型肩射型榴彈發射器。
IWI GL 40 ACE使用型是IWI GL 40裝上由扳機與發射機構、與IWI加利爾ACE對應的擴展機匣版本。
IWI GL 40 X95使用型是IWI GL 40裝上扳機、發射機構及手槍握把、與IWI塔沃爾X95對應的擴展機匣版本。
IWI GL 40S是IWI GL 40的槍管縮短型版本，以上三型都有其短槍管型。

## 使用國
- 以色列
- 越南：下掛於STV-380和STV-215（英语：STV rifle）以下。

## 外部連結
- （英文）—The Firearm Blog.com—
  - IWI GL 40S Grenade Launcher（页面存档备份，存于）
  - POTD: IWI Tavor X95 Grenade Launcher（页面存档备份，存于）
- （英文）—AmmoLand.com—IWI Introduces New Single-Shot 40x46mm Standalone Grenade Launchers（页面存档备份，存于）
- （英文）—MILITARY TECHNOLOGY—Israel Weapon Industries (IWI) Introduces New Family of Grenade Launchers
- （英文）—Popular Airsoft—Tavor Fans Welcome IWI's New Grenade Launcher（页面存档备份，存于）
- （英文）—Weaponsystems.net—IWI GL 40（页面存档备份，存于）